# Тэрада, Сакурако
Сакура́ко Тэра́да (яп. 寺田桜子 Тэрада Сакурако, род. 17 мая 1984, Минамифурано) — японская кёрлингистка и тренер по кёрлингу.
В составе женской сборной Японии участник зимних Олимпийских игр 2006 года; участник двух чемпионатов мира, двух Тихоокеанско-азиатских чемпионатов (чемпион в 2004). Трёхкратный чемпион Японии среди женщин. В составе юниорской женской сборной Японии участник двух чемпионатов мира. Двукратный чемпион Японии среди юниоров.
В «классическом» кёрлинге (команда из четырёх человек одного пола) играла в основном на позициях третьего и первого.
В сентябре 2007 года объявила о своём намерении отдохнуть до конца ноября того же года из-за плохой физической формы. В декабре завершила карьеру.
В настоящее время заместитель генерального секретаря Ассоциации кёрлинга Саппоро.

## Достижения
- Тихоокеанско-азиатский чемпионат по кёрлингу: золото (2004); бронза (2006).
- Чемпионат Японии по кёрлингу среди женщин: золото (2004, 2006, 2007), серебро (2005).
- Зимняя Универсиада: бронза (2007).
- Чемпионат Японии по кёрлингу среди юниоров: 2000, 2001.

## Команды
| Сезон   | Четвёртый    | Третий          | Второй          | Первый          | Запасной                                            | Турниры                                |
| ------- | ------------ | --------------- | --------------- | --------------- | --------------------------------------------------- | -------------------------------------- |
| 1999—00 | Моэ Мэгуро   | Сакурако Тэрада | Maya Meguro     | Miki Meguro     | Yuka Murakami тренеры: Fuji Miki, Tomiyasu Goshima  | ЧМЮ 2000 (5 место)                     |
| 2000—01 | Моэ Мэгуро   | Сакурако Тэрада | Maya Meguro     | Miki Meguro     | Yuka Murakami тренер: Tomiyasu Goshima              | ЧМЮ 2001 (4 место)                     |
| 2001—02 | Моэ Мэгуро   | Сакурако Тэрада | Maya Meguro     | Miki Meguro     | Yukari Kato                                         | ЧЯЖ 2002 (4 место)                     |
| 2003—04 | Моэ Мэгуро   | Юмиэ Хаяси      | Аюми Онодэра    | Сакурако Тэрада |                                                     | ЧЯЖ 2004                               |
| 2004—05 | Юмиэ Хаяси   | Аюми Онодэра    | Сакурако Тэрада | Моэ Мэгуро      | Мари Мотохаси тренеры: Kenichi Sato, Fuji Miki      | ТАЧ 2004                               |
| 2004—05 | Аюми Онодэра | Юмиэ Хаяси      | Мари Мотохаси   | Сакурако Тэрада | Моэ Мэгуро                                          | ЧЯЖ 2005                               |
| 2004—05 | Юмиэ Хаяси   | Аюми Онодэра    | Мари Мотохаси   | Сакурако Тэрада | Аи Кобаяси тренер: Fuji Miki                        | ЧМ 2005 (9 место)                      |
| 2005—06 | Аюми Онодэра | Юмиэ Хаяси      | Мари Мотохаси   | Моэ Мэгуро      | Сакурако Тэрада тренеры (ЗОИ): Синъя Абэ, Fuji Miki | ЗОИ 2006 (7 место) · ЧЯЖ 2006          |
| 2006—07 | Моэ Мэгуро   | Мари Мотохаси   | Маё Ямаура      | Сакурако Тэрада | Megumi Mabuchi тренер: Синъя Абэ                    | ТАЧ 2006                               |
| 2006—07 | Моэ Мэгуро   | Мари Мотохаси   | Маё Ямаура      | Сакурако Тэрада | Асука Ёго тренер: Синъя Абэ                         | ЗУ 2007 · ЧЯЖ 2007 · ЧМ 2007 (8 место) |

(скипы выделены полужирным шрифтом)

## Результаты как тренера национальных сборных
| Год  | Турнир                  | Сборная                | Место |
| ---- | ----------------------- | ---------------------- | ----- |
| 2015 | Зимняя Универсиада 2015 | Япония (студенты жен.) | 9     |

## Частная жизнь
Училась в Государственном университете Аомори.
Начала заниматься кёрлингом в 1994 году, в возрасте 10 лет.